# Коваленко, Анастасия Алексеевна
Коваленко Анастасия Алексеевна (род. 8 июня 1987, г. Горький, СССР) — российская спортсменка, мастер спорта России международного класса по киокусинкай каратэ, обладатель чёрного пояса, 4 дана. Многократная победительница и призёрка всероссийских и международных соревнований в дисциплине ката. Представляет Хабаровский край. Основатель агентства недвижимости «Новая жизнь».

## Биография
Родилась 8 июня 1987 года в городе Горький (ныне Нижний Новгород). С 1994 года проживает в Хабаровске. В 1996 году начала заниматься киокусинкай каратэ. С 2009 года и по настоящее время занимается под руководством тренера Наталии Владимировны Ганиевой.
С 2014 года руководит агентством недвижимости «Новая жизнь».

## Образование
- 2009 — окончила Дальневосточный юридический институт МВД России, специальность — юриспруденция, квалификация — юрист, диплом с отличием.
- 2020 — окончила магистратуру по направлению педагогическое образование в Тихоокеанском государственном университете (г. Хабаровск).

## Спортивная карьера
Анастасия Коваленко более 20 лет выступает на соревнованиях высокого уровня, демонстрируя стабильные результаты на всероссийских и международных турнирах. Основная специализация — ката.

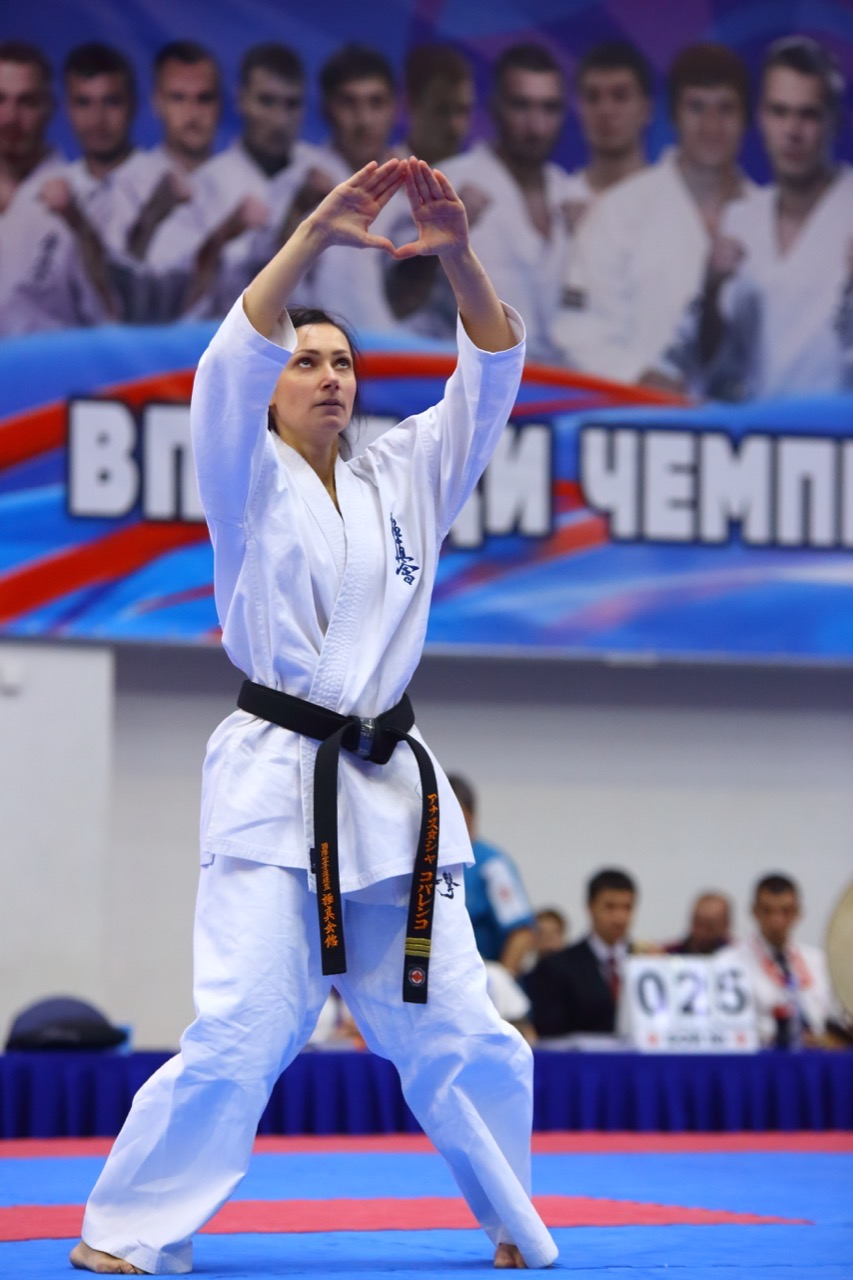
Анастасия Коваленко на соревнованиях, 2019 год

## Достижения

### Ранние годы (2003–2009)
- 2003 — 3 место, Первенство ДФО (ката)
- 2005 — 1 место, ката; 3 место, кумите (абсолютная весовая категория), Первенство ДФО
- 2006 — 2 место, ката, Чемпионат ДФО
- 2007 — 1 место, ката; 2 место, кумите; спецприз «Лучшая техника», Чемпионат ДФО
- 2008 — 1 место, ката; 4 место, кумите; спецприз «За волю к победе», Чемпионат ДФО
- 2009 — 2 место, ката-группа, Чемпионат России, г. Иркутск

Перерыв в соревновательной деятельности: 2009–2013

### Возвращение и развитие (2014–2016)
- 2014 — 1 место, ката и ката-группа, Чемпионат ДФО; 3 место, ката; 2 место, ката-группа, Чемпионат России
- 2015 — 1 место, ката и ката-группа, Чемпионат ДФО; 2 место, ката и ката-группа, Кубок России
- 2016 — 1 место, ката, Чемпионат ДФО; 2 место, ката, Кубок России; 4 место, ката, Чемпионат Европы (Варна)

### Международный этап (2017–2019)
- 2017 — 1 место, ката, Чемпионат ДФО; 1 место, Кубок России; 4 место, Чемпионат Европы (Лион); 2 место, Чемпионат России; 1 место, Кубок Европы (Бухарест)
- 2018 — 1 место, Чемпионат ДФО; 2 место, Кубок России; 3 место, Чемпионат Европы; 2 место, Чемпионат России; 4 место, Кубок Европы (Кишинёв)
- 2019 — 1 место, Кубок России; 1 место, Чемпионат России; 2 место, Кубок Европы (Минск)

### Соревновательные результаты (2020–2025)
- 2020 — 1 место, Чемпионат ДФО; 2 место, Кубок России; 1 место, «Медный всадник»; 1 место, Кубок Чёрного моря
- 2021 — 1 место, Чемпионат России; 1 место, Open Belarus Cup; 1 место, Кубок России; 3 место, Чемпионат Европы (Катовице)
- 2022 — 2 место, Кубок России (Владивосток); 1 место, Moscow Cup; 3 место, Кубок Чёрного моря; 1 место, Чемпионат ДФО; 1 место, Чемпионат России
- 2023 — 2 место, Кубок России; 2 место, Чемпионат России; 1 место, турнир «Восточный рубеж»
- 2024 — 1 место, Чемпионат ДФО; 1 место, Russian Open Cup; 1 место, Кубок России; 1 место, Moscow Cup; 1 место, Чемпионат России
- 2025 — 1 место, Чемпионат ДФО; 3 место, Russian Open Cup; 2 место, Кубок России; 3 место, Moscow Cup

## Спортивные звания и награды
- Мастер спорта России международного класса по киокусинкай каратэ (приказ Минспорта РФ № 367 нг от 25.12.2024)
- Мастер спорта России (приказ Минспорта РФ № 109 нг от 24.07.2018)
- Третий взрослый разряд по лёгкой атлетике (приказ администрации г. Хабаровска № 11/380 от 09.12.2024)
- Чёрный пояс, 4 дан
- Специальные призы:
  - «Лучшая техника» — 2007
  - «За волю к победе» — 2008

## Профессиональная деятельность
С 2014 года является основателем и директором агентства недвижимости «Новая жизнь» в Хабаровске.

## Публичность
Активно ведёт Instagram, где делится новостями о соревнованиях, спортивной подготовке и профессиональной деятельностью.